# Ратклиф, Александр
Александр Ратклиф (англ. Alexander Ratcliffe, август 1888, Боунесс, Линлитгоушир, Шотландия, Великобритания — 13 января 1947, Глазго, Шотландия, Великобритания) — ультраправый шотландский политик и публицист, воинствующий протестант и антисемит, отрицатель Холокоста.
Наряду с Джоном Кормаком он олицетворял воинствующий протестантизм в межвоенной Шотландии, в первой половине 1930-х годов он пользовался большим влиянием, особенно в Глазго. Этому способствовали противоречия и конфликты между протестантами и католиками. После 1934 года его антисемитские взгляды радикализировались, с 1939 года он стал поклонником Гитлера и нацистского режима. Его антисемитские и пронацистские публикации в период Второй мировой войны были на грани допустимого по законам военного времени и привлекали внимание общества и Министерства внутренних дел Великобритании, хотя в итоге никаким репрессиям он не подвергался.
Религиозные взгляды Ратклифа определяли отношение к любым вопросам, его яростный антисемитизм и конспирология привели к пропаганде теории заговора о стремлении евреев к мировому контролю. Ратклиф стал первым в истории отрицателем Холокоста, который уверял, что нацисты вообще не убивали евреев, а все свидетельства и документы сфабрикованы.

## Биография

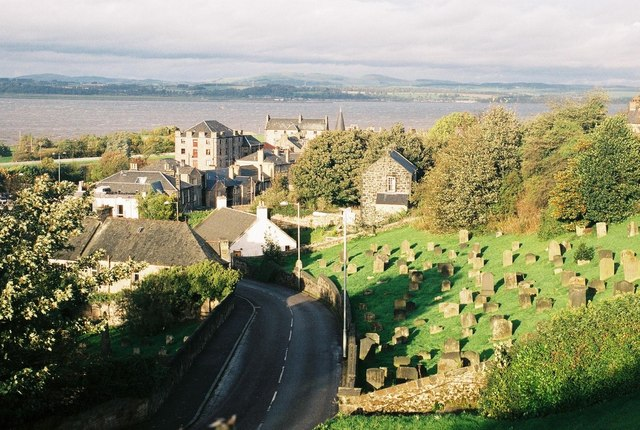
Вид на город Боунесс, где родился Ратклиф и кладбище, где он похоронен

Родился в 1888 году в Боунессе на восточном побережье Шотландии в семье религиозного проповедника. Затем семья переехала в портовой город Лит возле Эдинбурга, где Александр и вырос. В 18 лет он проявил интерес к религии и в 19 лет после общения с пастором Джейкобом Приммером увлёкся идеями протестантизма. Вскоре после этого он присоединился к «Оранжевому ордену» и в 1920 году основал в Эдинбурге «Протестантскую лигу Шотландии» (SPL).
До этого Ратклиф работал железнодорожным служащим, но обнаружил, что он может обеспечить себя благодаря своей религиозной деятельности. Он был ярким оратором, который мог привлечь и удержать внимание слушателей. Перед «большой аудиторией [представителей] различных евангелических протестантских конфессий» Ратклиф представил Лигу как «евангелическое, внеконфессиональное и аполитичное» движение, которое выступало против «спиритизма, христианской науки и различных других систем антибиблейского учения». По существу, SPL была в первую очередь антикатолической организацией.
Дальнейший успех воинствующего протестантизма Ратклифа был связан с антиирландскими и антикатолическими настроениями в шотландском обществе. Первая мировая война и послевоенные экономические проблемы обострили противоречия в этом обществе. Отдельную роль сыграл спорный «Закон об образовании» 1918 года, по которому финансирование католических церковных школ начало осуществляться за государственный счёт. Реакция протестантской общины была крайне негативной. С 1922 года Ратклиф работал автором собственной газеты «Протестантский адвокат» и её преемников — газет «Протестантский авангард» (с 1931 по 1933 год и с 1944 по 1946 год) и «Авангард» (с 1933 по 1944 и 1947 годы). К 1928 году у Лиги были отделения в Эдинбурге, Глазго и Данди.
Участие в политике для Ратклифа началось с выборов 1925 года в Эдинбурге, где SPL получила 2666 голосов (6 %). В 1929 году Ратклиф безуспешно пытался стать депутатом в Стерлинге и Фолкерке. После переезда в Глазго в 1930 году, годом позже он был избран в городской совет от SPL в округе Деннистэн, где получил больше голосов, чем все его оппоненты вместе взятые. Кроме Ратклифа от SPL прошёл ещё один кандидат.
На выборах 1932 года от SPL баллотировались 11 кандидатов, получив три места в совете, а в 1933 году — 23 кандидата, с результатом 4 места и 68 тысяч голосов. Это был пик успеха SPL. В 1934 году из-за диктаторского стиля руководства Ратклифа из Лиги вышли 4 члена руководства, на выборах того же года из 5 выдвинутых кандидатов проиграли все, включая самого Ратклифа. Он потерял контроль над SPL, которая распалась на отдельные фракции. Поражению способствовали разногласия Ратклифа с другими лидерами протестантов, в частности с Джоном Кормаком из Общества протестантского действия в Эдинбурге.
Кроме критики «Закона об образовании» Ратклиф подчёркивал несогласие с сокращением социальных услуг и повышением арендной платы. В то же время он выступал за снижение корпоративных налогов. Однако в целом SPL не имела никакой целостной политики, кроме антикатолицизма и по остальным вопросам её представители часто голосовали вразнобой. Один из оппонентов в 1934 году заметил, что Лига настолько увлечена антикатолицизмом, что если Папа Римский исчезнет, то от SPL ничего не останется.
В результате политических неудач Ратклиф радикализировался в своих антисемитских взглядах и это дало новый импульс его политической деятельности. Он становился всё более и более явным сторонником антисемитской теории заговора. Ратклиф симпатизировал американскому Ку-клукс-клану, особенно его антикатолицизму и религиозному фундаментализму, и основал в Шотландии клан «Рыцари Каледонии», который обеспечил ему телохранителей. У Ратклифа были некоторые общие идеи с основанной в 1933 году Шотландской демократической фашистской партией (SDFP), в частности антикатолическая и антиирландская направленность, однако фашизм как движение не получил развития в Шотландии. Он поддерживал тесный контакт с британскими антисемитами, такими как лидер Имперской фашистской лиги Арнольд Лиз и рядом других.
После визита в Германию в 1939 году он стал открытым сторонником Адольфа Гитлера и оставался поклонником нацистской Германии даже после начала Второй мировой войны. Ратклиф считал, что британским общественным мнением манипулируют католики и евреи, критиковал роль, которую сыграла Великобритания на Парижской мирной конференции 1919 года, и ограничение гражданских свобод в военное время, нападал на Уинстона Черчилля. Гитлера он рекламировал как спасителя Европы от большевизма.
Эти публикации привлекли общественное внимание. Левые политики Денис Притт и Том Дриберг дважды в 1943 году интересовались у министра внутренних дел Герберта Моррисона отношением к пронацистской пропаганде Ратклифа. 29 марта 1945 года член парламента от Консервативной партии сэр Вильям Дэвисон на заседании Палаты общин спросил Моррисона, почему к Ратклифу не применяется Положение об обороне 18B, под которое подпадала вражеская пропаганда. Моррисон на все запросы отвечал, что по его мнению Ратклиф не представляет угрозы для безопасности и ведения войны, а его влияние на общество незначительно. По мнению Мориссона, любые действия против редактора могли лишь придать его изданиям бо́льшую известность, чем без них, а министерство держит деятельность Ратклифа под постоянным контролем. Из-за отказа правительства отправить его в тюрьму на основании «Положения об обороне», ему так и не удалось примерить «терновый венец» мученика. Внутренние документы МВД показывают, что в вопросе криминализации антисемитской пропаганды Герберт Моррисон склонялся к защите свободы слова и был против любых норм, обеспечивающих евреям особую защиту. Защита этнических и расовых меньшинств в Великобритании была введена только в 1965 году «Законом о расовых отношениях».
Ратклиф умер 13 января 1947 года в Глазго и был похоронен в Боунессе. В связи с тем, что управление созданных им организаций было крайне авторитарным, они прекратили существование после его смерти.

### Инцидент с Мэри Ратклиф в Северной Ирландии
Жена Ратклифа Мэри также была радикальной протестанткой и членом SPL. В мае 1933 года Мэри и ещё один член SPL Чарльз Форрестер были гостями «Ольстерской протестантской лиги» (UPL) в Северной Ирландии, куда ранее с 1931 года регулярно с лекциями приезжал Александр. UPL была создана в результате активности Ратклифа и поддерживала тесные связи с шотландскими единомышленниками.
2 мая в ходе посещения здания парламента Северной Ирландии Мэри Ратклиф и Чарльз Форрестер набросились на картину, на которой был изображен герой битвы при Бойне, король Вильгельм III, получающий благословение папы Римского. Миссис Ратклиф порезала её ножом, а Форрестер облил красной краской изображение папы Иннокентия, поскольку они сочли картину богохульством и святотатством. Большая часть членов UPL сочла эти действия оскорбительными, а Ратклиф и Форрестер были арестованы. Судебный процесс состоялся 1 июля 1933 года. Мэри Ратклифф и Чарльз Форрестер были оштрафованы по 65 фунтов стерлингов каждый. После суда SPL начала кампанию по дискредитации UPL, оправдав только тех, кто поддерживал членов SPL. В результате этого инцидента вначале случился раскол в UPL на сторонников и противников Ратклифа, а затем и в самой SPL, откуда вышел Чарльз Форрестер с группой единомышленников.
Историк Тони Канаван пишет, что акция не была спонтанным проявлением гнева, а была заранее подготовлена и проведена по инициативе члена UPL и независимого депутата парламента Джона Никсона, который принимал Ратклиф и Форрестера в Белфасте и сопровождал их в здание парламента.

## Взгляды
Ратклиф был человеком авторитарным и бескомпромиссным, что приводило к отчуждению от него практически всех людей, с которыми он имел дело. Он делил мир на «добро» и «зло», считал себя во всём правым и был убеждён, что согласиться с ним может помешать только корысть или глупость. Его публикации отличались параноидальным стилем, в рамках которого он видел во всех проблемах заговор или предательство. Так, всех католиков он считал нелояльными и потенциальными предателями Шотландии в интересах Ватикана. Религия была основой мировоззрения Ратклифа, и его оценки любых явлений (фашизма, сионизма и большевизма) были связаны с его религиозными убеждениями.
Параноидальный страх Ратклифа перед евреями и их угрозой британскому обществу был особенно очевиден в его брошюре «Правда о евреях!», вышедшей в 1943 году. В ней он писал, что Глазго находится под еврейским контролем, и если закрыть еврейские магазины, то открытых магазинов не останется. Он утверждал, что евреи стремятся к власти над всем миром вообще и Британией, в частности. По Ратклифу евреи являются носителями материализма, их коммерческая деятельность подрывает здоровье британского общества. В брошюре «Двенадцать неправд о евреях!», вышедшей в 1946 году, он отказался от утверждения, что Британия находится под еврейским контролем, но заявил, что цель евреев — полный контроль над неевреями и доминирование в мире. В своей газете «Авангард» Ратклиф публиковал антисемитские статьи, в том числе статью Уолтера Аллена о «Протоколах сионских мудрецов», в которой утверждалось, что «Протоколы» — подлинный документ. Газета Jewish Chronicle и правительственные эксперты при рассмотрении брошюры «Правда о евреях!» сравнивали её стиль с произведениями нацистского пропагандиста Юлиуса Штрейхера.
Историк Колин Холмс отмечает расхождения между Ратклифом и другими антисемитами, в частности, Арнольдом Лизом. Антисемитизм Лиза был основан на расовых предрассудках, а Ратклиф отвергал расовый подход. Его антисемитизм был религиозным, восходящим к Евангелию от Иоанна и обвинению евреев в богоубийстве. В частности, в публикации в «Авангарде» № 315 в декабре 1943 года Ратклиф писал, что евреи принадлежат к «Синагоге Сатаны».
В духе своих теорий заговора и своей враждебности к евреям Ратклиф стал первым отрицателем Холокоста, отвергая сообщения о национал-социалистических преследованиях евреев. В брошюре «Правда о евреях!» он заявил, что:

Не зарегистрировано ни одного достоверного случая, чтобы хоть один еврей был убит или незаконно казнён при гитлеровском режиме.
Оригинальный текст (англ.)There is not a single authentic case on record of a single Jew having been massacred or unlawfully put to death under the Hitler regime

Аналогичные материалы Ратклиф публиковал в «Авангарде». В частности в 1945 году были опубликованы две статьи посвященные отрицанию и оправданию нацистских преступлений. Историк Джо Малхолл выделяет два тезиса которые впоследствии стали базовыми для отрицателей Холокоста. Во-первых, зверства совершали не немцы, а союзники, а во-вторых Ратклиф ссылался на ложные истории о немецких зверствах Первой мировой войны. На первой странице апрельского выпуска было написано: «Зверства — не немецкие». Статья по теме гласила, что «люди, которые принимают сообщения о немецких зверствах в этой войне, — дураки… Когда эта война закончится, люди будут хихикать над немецкими байками о „зверствах“… они в конечном итоге обнаружат, что настоящее зверство имело место в 1939 году, когда страна была обманута заинтересованными финансистами, чтобы объявить войну протестантской Германии». Ссылаясь на книгу, развенчивающую пропаганду зверств Первой мировой войны, он заявил, что «в этой войне история повторяется, и когда война закончится, у нас будет ещё одна „Ложь во время войны“». Во второй статье, опубликованной в июле 1945 года, уже после того как появилась кино- и фотохроника узников концлагерей, он писал, что люди выглядят изможденными потому, что они голодали, а голодали потому, что в Германии не было еды. А еды не было из-за действий союзников. Таким образом, не отрицая уже очевидных зверств, Ратклиф перекладывал вину за страдания жертв нацистов на союзников.
Даже после падения национал-социализма Ратклиф остался сторонником Гитлера. После войны он отрицал доказательную ценность материалов, представленных на Нюрнбергском процессе, в частности, потому, что в расследовании нацистских преступлений участвовали евреи. Концентрационные лагеря согласно Ратклифу, были «изобретением еврейского ума», а кинохроника из Берген-Бельзена и других лагерей «фальсифицирована в еврейских киностудиях». Сам Нюрнбергский процесс он называл «зловещей резнёй», устроенной союзниками.
Историк Марк Хоббс называет отрицание Холокоста этого периода «зачаточным». В этот период информация о геноциде евреев была фрагментарной, неполной и интерпретировалась в рамках антисемитских настроений в обществе и у властей. В период войны британское правительство категорически не желало публичного обсуждения еврейского аспекта нацистских преступлений. Тем не менее позиция Ратклифа существенно отличалась от позиции правительства. Правительство замалчивало преступления конкретно против евреев либо продвигало концепцию «всеобщего страдания», в рамках которой все жертвы нацистских преследований находились в одинаковом положении, а Ратклиф агрессивно выискивал «еврейские злодеяния». Для Ратклифа отрицание было аргументом для доказательства его главной идеи — что евреи осуществляют заговор с целью контроля над британским обществом.
Колин Холмс пишет, что Ратклиф считал себя выразителем интересов простых людей, пытаясь формулировать взгляд на общество, который имел отношение к этим людям и их потребностям. Как следствие, Холмс считает взгляды Ратклифа популистскими и приводит примеры его критики в адрес элиты протестантских организаций, коррупции политиков и демократии в целом, поскольку, по мнению Ратклифа, политические партии, парламент и правительство не представляют интересов простых людей. Свою антисемитскую пропаганду Ратклиф считал просветительством.
Высказанные им утверждения относительно Холокоста в дальнейшем прослеживались у других отрицателей. Малхолл и Холмс отмечали, что это не утверждения отдельного фанатика и маргинала, а «важного носителя идеологического антисемитизма». «Правда о евреях!» была хорошо известна в правых кругах, второе издание было опубликовано Right Review Press графа Потоцкого де Монталька и продавалось Essential Books Эдварда Годфри. В 1979 году эта брошюра была переиздана в США ультраправым изданием Sons of Liberty как элемент их антисемитской пропаганды.

## Публикации

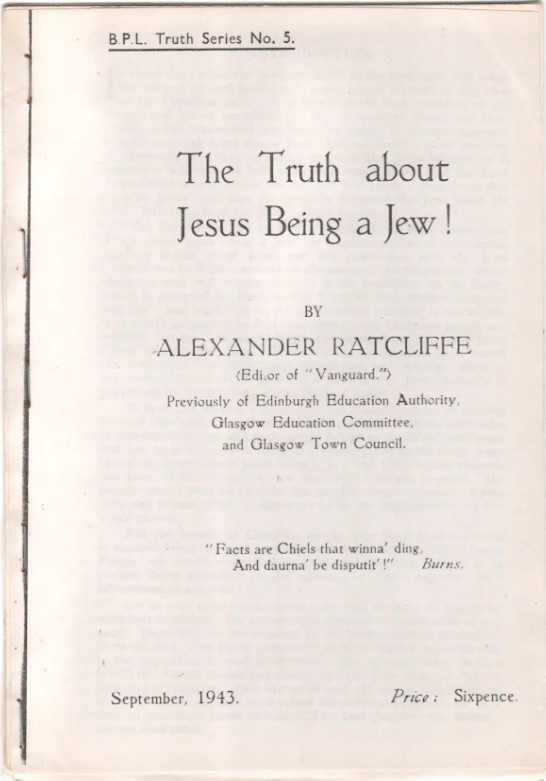
Обложка брошюры The Truth about Jesus Being a Jew!

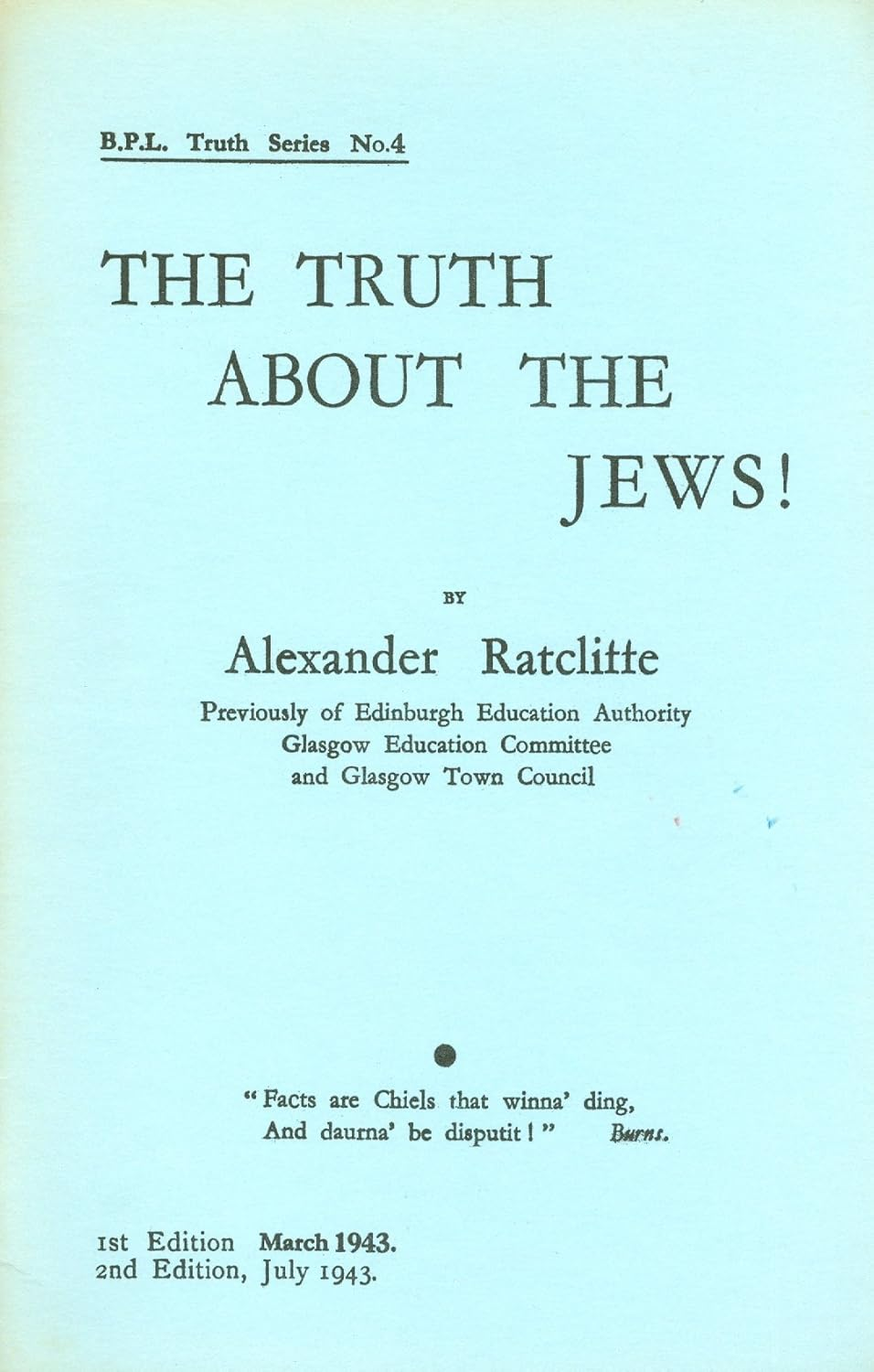
Обложка брошюры The Truth about the Jews!

- An exposure of the Margaret Sinclair fiasco. Revealing how Rome traffics on the dead (англ.). — Edinburgh: Scottish Protestant League, 1928.
- Evolution. Hell with the lid off! (англ.). — Edinburgh: Scottish Protestant League, 1928. — 14 p.
- «Wake Up Scotland Pamphlets» No. 1-13. (англ.). — Edinburgh: Scottish Protestant League, 1928.
- Совместно с John C. Duffy: The great Duffy-Ratcliffe debate. On the Education (Scotland) Act, 1918: official verbatim report of Great St Andrew’s Hall (Glasgow) Meeting, 2nd April 1928 (англ.). — Edinburgh: Scottish Protestant League, 1928.
- Rome, marriage and divorce! A warning against mixed marriages and an exposure of Roman Catholic hypocrisy (англ.). — Glasgow: Scottish Protestant League, 1929. — 14 p.
- The horrible lives of the Popes of Rome (англ.). — 2. Edition. — Edinburgh: Scottish Protestant League, 1929. — 15 p.
- The abominable confessional (англ.). — Glasgow: Scottish Protestant League, 1930.
- Was the Church of Rome the first church? A false claim refuted by Alexander Ratcliffe (англ.). — Glasgow: Scottish Protestant League, 1930.
- Liguori, the filthy! A daring exposure of Rome’s most immoral of theologians (англ.). — Glasgow: Scottish Protestant League, 1931. — 16 p.
- My week in gaol (англ.). — Glasgow: Scottish Protestant League, 1933.
- Совместно с Archibald K. Campbell: A great debate. Should Mr Campbell be put out of the Episcopal church in Scotland? (англ.). — Glasgow: Scottish Protestant League, 1934.
- The truth about section 18 of the Education (Scotland) Act, 1918 (англ.). — Glasgow: Scottish Protestant League, 1936.
- Mr Churchill on Trial (англ.). — Glasgow, 1941.
- The truth about religion in Germany! (англ.). — Edinburgh, 1942.
- The truth about Hitler and the Roman Catholic Church! (англ.). — British Protestant League, 1943. — 16 p. — (Truth Series No. 3.).
- The truth about the Jews! (англ.). — Glasgow: British Protestant League, 1943. — (Truth Series No. 4.). (first edition in March, second edition July)
- The truth about Jesus being a Jew! (англ.). — Bearsden: British Protestant League, 1943. — (Truth Series No. 5.).
- Britain’s Protestant Protagonist shows how Protestants are Traitors! etc. [With a portrait.] (англ.). — Glasgow: British Protestant League, 1944.
- The Priest’s Immoral Questions to Women! (англ.). — Glasgow, 1944.
- The Truth about democracy! An exposure (англ.). — Bearsden, Dunbartonshire, 1944.
- Совместно с B. L. Quinn. The Priest’s substitution for marriage. Why priests don’t wed? (англ.). — Glasgow, 1944.
- The Salvation Army! Its Jewish origin, methods and tyranny (англ.). — Glasgow, 1945.
- Twelve Falsehoods about the Jews! A vindication (англ.). — Glasgow, 1946.

## В культуре
В 1998 году Ратклиф стал одним из персонажей исторического телевизионного сериала «Неизведанная Шотландия».